# Élections sénatoriales de 2020 dans le Rhône
Les élections sénatoriales dans la circonscription départementale du Rhône (Rhône et métropole de Lyon) ont lieu le dimanche 27 septembre 2020. Elles ont pour but d'élire les sénateurs représentant le département au Sénat pour un mandat de six années.

## Contexte départemental
Lors des élections sénatoriales de 2014 dans le Rhône, sept sénateurs ont été élus selon un mode de scrutin proportionnel.
Depuis, tous les effectifs du collège électoral des grands électeurs ont été renouvelés, avec les élections départementales françaises de 2015, les élections régionales françaises de 2015, les élections législatives françaises de 2017 et les élections municipales françaises de 2020.

## Sénateurs sortants
| Sénateur | Sénateur             | Parti | Fonctions lors de l'élection en 2014                 |
| -------- | -------------------- | ----- | ---------------------------------------------------- |
|          | François-Noël Buffet | LR    | Sénateur sortant, maire d'Oullins                    |
|          | Élisabeth Lamure     | LR    | Sénatrice sortante, maire de Gleizé                  |
|          | Michel Forissier     | LR    | Conseiller général, maire de Meyzieu                 |
|          | Catherine Di Folco   | LR    | Maire de Messimy                                     |
|          | Michèle Vullien      | UDI   | Maire de Dardilly                                    |
|          | Annie Guillemot      | PS    | Conseillère générale, maire de Bron                  |
|          | Gilbert-Luc Devinaz  | PS    | Conseiller général, adjoint au maire de Villeurbanne |

## Présentation des listes et des candidats
Les nouveaux représentants sont élus pour une législature de 6 ans au suffrage universel indirect par les 3 435 grands électeurs du département. Dans le Rhône, les sénateurs sont élus au scrutin proportionnel plurinominal. Leur nombre reste inchangé, sept sénateurs sont à élire et neuf candidats doivent être présentés sur la liste pour qu'elle soit validée. Chaque liste de candidats est obligatoirement paritaire et alterne entre les hommes et les femmes. Plusieurs listes seront déposées dans le département. Elles sont présentées ici dans l'ordre de leur dépôt à la préfecture et comportent l'intitulé figurant aux dossiers de candidature.

### La France insoumise
| N° | Candidats | Candidats          | Parti | Principales fonctions                   |
| -- | --------- | ------------------ | ----- | --------------------------------------- |
| 01 |           | Farouk Ababsa      | LFI   |                                         |
| 02 |           | Mireille Sanchez   | LFI   | Conseillère municipale de Feyzin        |
| 03 |           | Warren Dalle       | LFI   |                                         |
| 04 |           | Isabelle Plichon   | LFI   |                                         |
| 05 |           | Fabrice Noto       | LFI   | Conseiller municipal de Givors          |
| 06 |           | Angélique Baptiste | LFI   | Conseillère d'arrondissement de Lyon 8e |
| 07 |           | Pierre Brochier    | LFI   |                                         |
|    |           |                    |       |                                         |
| 08 |           | Flora-Kim Mainaud  | LFI   |                                         |
| 09 |           | Joris Martin       | LFI   |                                         |

### Union de la gauche
| N° | Candidats | Candidats             | Parti | Principales fonctions                              |
| -- | --------- | --------------------- | ----- | -------------------------------------------------- |
| 01 |           | Thomas Dossus         | EÉLV  | Conseiller métropolitain, adjoint au maire de Lyon |
| 02 |           | Raymonde Poncet       | EÉLV  |                                                    |
| 03 |           | Gilbert-Luc Devinaz * | PS    | Sénateur sortant                                   |
| 04 |           | Danielle Lebail       | PCF   | Conseillère municipale de Villefranche-sur-Saône   |
| 05 |           | Bernard Chaverot      | PRG   | Maire de Montrottier                               |
| 06 |           | Sheila Mc Carron      | G.s   | Conseillère départementale                         |
| 07 |           | Patrick Bourrassaut   | PS    | Maire de Valsonne                                  |
|    |           |                       |       |                                                    |
| 08 |           | Christiane Constant   | PS    | Conseillère municipale de Brignais                 |
| 09 |           | Bertrand Gonin        | EÉLV  | Maire d'Éveux                                      |

### Union des démocrates et indépendants - La République en marche - MoDem
| N° | Candidats | Candidats           | Parti | Principales fonctions                                            |
| -- | --------- | ------------------- | ----- | ---------------------------------------------------------------- |
| 01 |           | Michèle Vullien *   | UDI   | Sénatrice sortante                                               |
| 02 |           | Benoît Froment      | UDI   | Adjoint au maire de Villefranche-sur-Saône                       |
| 03 |           | Virginie Poulain    | DVD   | Maire de Fontaines-Saint-Martin                                  |
| 04 |           | Martin Sotton       | MoDem | Maire de Thizy-les-Bourgs                                        |
| 05 |           | Nathalie Frier      | DVD   | Conseillère métropolitaine, conseillère municipale de Saint-Fons |
| 06 |           | Loïc Commun         | DVD   | Maire de Marcy-l'Étoile                                          |
| 07 |           | Véronique Zwick     | DVD   | Adjointe au maire de Saint-Cyr-au-Mont-d'Or                      |
|    |           |                     |       |                                                                  |
| 08 |           | Cyril Boyault       | DVD   | Adjoint au maire de Saint-Pierre-la-Palud                        |
| 09 |           | Danielle Chuzeville | UDI   |                                                                  |

### Les Républicains
| N° | Candidats | Candidats            | Parti | Principales fonctions                          |
| -- | --------- | -------------------- | ----- | ---------------------------------------------- |
| 01 |           | François-Noël Buffet | LR    | Sénateur sortant, conseiller métropolitain     |
| 02 |           | Catherine Di Folco   | LR    | Sénatrice sortante                             |
| 03 |           | Paul Vidal           | LR    | Conseiller régional, maire de Toussieu         |
| 04 |           | Laurence Fautra      | LR    | Maire de Décines-Charpieu                      |
| 05 |           | Frédéric Miguet      | LR    | Maire de Fleurie                               |
| 06 |           | Maryll Guilloteau    | LR    | Adjointe au maire du 2e arrondissement de Lyon |
| 07 |           | Philippe Garnier     | LR    | Maire de Meys                                  |
|    |           |                      |       |                                                |
| 08 |           | Christine Galilei    | LR    | Maire de Saint-Just-d'Avray                    |
| 09 |           | Guy Martinet         | LR    | Maire de Loire-sur-Rhône                       |

### Divers droite
| N° | Candidats | Candidats              | Parti | Principales fonctions                                                            |
| -- | --------- | ---------------------- | ----- | -------------------------------------------------------------------------------- |
| 01 |           | Étienne Blanc          | LR    | Vice-président du conseil régional, conseiller municipal de Lyon                 |
| 02 |           | Béatrice Berthoux      | LR    | Vice-présidente du conseil régional, adjointe au maire de Villefranche-sur-Saône |
| 03 |           | Jérémy Thien           | LR    | Maire de Jullié                                                                  |
| 04 |           | Myriam Fontaine        | LR    | Conseillère municipale de Sathonay-Camp                                          |
| 05 |           | Pierre Varliette       | LR    | Maire de Saint-Laurent-de-Chamousset                                             |
| 06 |           | Marie-Pierre Teyssier  | LR    | Maire de Civrieux-d'Azergues                                                     |
| 07 |           | Pierre Oliver          | LR    | Maire du 2e arrondissement de Lyon                                               |
|    |           |                        |       |                                                                                  |
| 08 |           | Marie-Danielle Bruyère | LR    | Conseiller municipal de Vénissieux                                               |
| 09 |           | Augustin Neyrand       | LR    | Conseiller municipal de Limonest                                                 |

### Debout la France
| N° | Candidats | Candidats        | Parti | Principales fonctions             |
| -- | --------- | ---------------- | ----- | --------------------------------- |
| 01 |           | Gerbert Rambaud  | DLF   | Conseiller municipal de Vaugneray |
| 02 |           | Maguy Girerd     | DLF   |                                   |
| 03 |           | Fabrice Bouchut  | DLF   | Maire de Larajasse                |
| 04 |           | Anny Thizy       | DLF   |                                   |
| 05 |           | Pierre Dussurgey | DLF   | Maire de Sainte-Catherine         |
| 06 |           | Fabienne Pin     | DLF   |                                   |
| 07 |           | Guy Cappeau      | DLF   | Conseiller municipal de Dardilly  |
|    |           |                  |       |                                   |
| 08 |           | Ludivine Cappeau | DLF   |                                   |
| 09 |           | Norbert Hekimian | DLF   |                                   |

### Divers
| N° | Candidats | Candidats            | Parti | Principales fonctions |
| -- | --------- | -------------------- | ----- | --------------------- |
| 01 |           | Pierre Obrecht       |       |                       |
| 02 |           | Anne Delevallée      |       |                       |
| 03 |           | Marc Terrier         |       |                       |
| 04 |           | Sabine Laurent       |       |                       |
| 05 |           | Jean Jacquet         |       |                       |
| 06 |           | Cécile Almonté       |       |                       |
| 07 |           | François Mailhes     |       |                       |
|    |           |                      |       |                       |
| 08 |           | Anne Fraysse         |       |                       |
| 09 |           | Claude Kovatchevitch |       |                       |

### Synergie Métropole
| N° | Candidats | Candidats         | Parti | Principales fonctions                              |
| -- | --------- | ----------------- | ----- | -------------------------------------------------- |
| 01 |           | Max Vincent       | UDI   | Maire de Limonest                                  |
| 02 |           | Valérie Méhu      | DVD   | Adjointe au maire de Theizé                        |
| 03 |           | Jacques Studer    | DVD   | Conseiller d'arrondissement de Lyon 6e             |
| 04 |           | Véronique Murillo | DVD   | Conseillère municipale de Saint-Pierre-de-Chandieu |
| 05 |           | Pascal David      | DVD   | Conseiller métropolitain, maire de Quincieux       |
| 06 |           | Isabelle Gavel    | UDI   | Conseillère municipale de Villefranche-sur-Saône   |
| 07 |           | Didier Crétenet   | DVD   | Maire de Saint-Genis-les-Ollières                  |
|    |           |                   |       |                                                    |
| 08 |           | Gisèle Coin       | DVD   | Conseillère municipale de Neuville-sur-Saône       |
| 09 |           | Marc Grivel       | DVD   |                                                    |

### Divers droite
| N° | Candidats | Candidats           | Parti | Principales fonctions                          |
| -- | --------- | ------------------- | ----- | ---------------------------------------------- |
| 01 |           | Pierre Diamantidis  | DVD   |                                                |
| 02 |           | Françoise Barnaud   | DVD   |                                                |
| 03 |           | Daniel Mercier      | DVD   | Conseiller municipal de Champagne-au-Mont-d'Or |
| 04 |           | Martine Provane     | DVD   |                                                |
| 05 |           | Bernard Dejean      | DVD   |                                                |
| 06 |           | Christine Guinneton | DVD   |                                                |
| 07 |           | Michel Thibaudon    | DVD   |                                                |
|    |           |                     |       |                                                |
| 08 |           | Marie-Agnès Richard | DVD   |                                                |
| 09 |           | Claude Presle       | DVD   | Conseiller municipal de Champagne-au-Mont-d'Or |

| N° | Candidats | Candidats            | Parti | Principales fonctions                                      |
| -- | --------- | -------------------- | ----- | ---------------------------------------------------------- |
| 01 |           | Bernard Fialaire     | MR    | Conseiller départemental                                   |
| 02 |           | Karine Dognin-Sauzé  | DVG   |                                                            |
| 03 |           | Jean-Pierre Dumontet | DVD   | Maire de Saint-Cyr-le-Chatoux                              |
| 04 |           | Sarah Peillon        | LREM  |                                                            |
| 05 |           | Loïc Graber          | LREM  | Conseiller d'arrondissement de Lyon 7e                     |
| 06 |           | Claude Goy           | DVD   | Conseillère départementale, adjointe au maire de Larajasse |
| 07 |           | Patrick Mathon       | DVD   | Adjoint au maire de Genas                                  |
|    |           |                      |       |                                                            |
| 08 |           | Nadine Baudet        | MR    | Adjointe au maire de Quincié-en-Beaujolais                 |
| 09 |           | Florent Chirat       | DVD   | Maire de Saint-Julien-sur-Bibost                           |

### Rassemblement national
| N° | Candidats | Candidats         | Parti | Principales fonctions              |
| -- | --------- | ----------------- | ----- | ---------------------------------- |
| 01 |           | Andréa Kotarac    | RN    |                                    |
| 02 |           | Agnès Marion      | RN    | Conseillère régionale              |
| 03 |           | Christophe Boudot | RN    | Conseiller régional                |
| 04 |           | Michèle Morel     | RN    |                                    |
| 05 |           | Damien Monchau    | RN    | Conseiller municipal de Vénissieux |
| 06 |           | Cécile Bene       | RN    |                                    |
| 07 |           | Michel Dulac      | RN    | Conseiller régional                |
|    |           |                   |       |                                    |
| 08 |           | Victoria Dufour   | RN    |                                    |
| 09 |           | Rémi Berthoux     | RN    |                                    |

## Résultats
| Tête de liste | Tête de liste            | Liste                                            | Voix  | %     | Sièges |  |
| --- | ------------------------ | ------------------------------------------------ | ----- | ----- | ------ |  |
| | Thomas Dossus            | Union de la gauche (EÉLV - PS - PCF - PRG - G.s) | 1 156 | 32,49 | 3      |  |
| Unis pour le Rhône, rassemblement de la gauche et des écologistes                                                   |                          |                                                  | 1 156 | 32,49 | 3      |  |
| | François-Noël Buffet     | Les Républicains                                 | 884   | 24,85 | 2      |  |
| Territoires et République                                                                                           |                          |                                                  | 884   | 24,85 | 2      |  |
| | Étienne Blanc            | Divers droite (LR)                               | 579   | 16,27 | 1      |  |
| Des sénateurs engagés pour nos villes et nos territoires, liste d'union de la droite, du centre et des indépendants |                          |                                                  | 579   | 16,27 | 1      |  |
| | Bernard Fialaire         | Divers centre (MR - LREM)                        | 341   | 9,58  | 1      |  |
| Avec les élus du Rhône et de la Métropole de Lyon                                                                   |                          |                                                  | 341   | 9,58  | 1      |  |
| | Michèle Vullien          | Union du centre (UDI - MoDem)                    | 222   | 6,24  | 0      |  |
| Avec les élus du Rhône et de la Métropole de Lyon                                                                   |                          |                                                  | 222   | 6,24  | 0      |  |
| | Max Vincent              | Divers centre (UDI)                              | 141   | 3,96  | 0      |  |
| Le Rhône, la Métropole, les communes unis et solidaires                                                             |                          |                                                  | 141   | 3,96  | 0      |  |
| | Farouk Ababsa            | La France insoumise                              | 109   | 3,06  | 0      |  |
| Résistance |                          |                                                  | 109   | 3,06  | 0      |  |
| | Andréa Kotarac           | Rassemblement national                           | 60    | 1,69  | 0      |  |
| Pour le rééquilibrage territorial                                                                                   |                          |                                                  | 60    | 1,69  | 0      |  |
| | Gerbert Rambaud          | Debout la France                                 | 36    | 1,01  | 0      |  |
| Liste gaulliste |                          |                                                  | 36    | 1,01  | 0      |  |
| | Pierre Diamantidis       | Divers droite                                    | 18    | 0,51  | 0      |  |
| Territoires et proximité                                                                                            |                          |                                                  | 18    | 0,51  | 0      |  |
| | Pierre Obrecht           | Divers                                           | 12    | 0,34  | 0      |  |
| Ne votez pas pour notre liste                                                                                       |                          |                                                  | 12    | 0,34  | 0      |  |
| |                          |                                                  |       |       |        |  |
| Votes valides | Votes valides            | Votes valides                                    | 3 558 | 97,69 |        |  |
| Votes blancs | Votes blancs             | Votes blancs                                     | 57    | 1,57  |        |  |
| Votes nuls | Votes nuls               | Votes nuls                                       | 27    | 0,74  |        |  |
| Total | Total                    | Total                                            | 3 642 | 100   | 7      |  |
| Abstention | Abstention               | Abstention                                       | 68    | 1,83  |        |  |
| Inscrits / participation                                                                                            | Inscrits / participation | Inscrits / participation                         | 3 710 | 98,17 |        |  |